# Eliporto di Monaco
L'eliporto di Monaco (IATA: MCM, ICAO: LNMC), ubicato nel quartiere di Fontvielle, è l'unico eliporto del piccolo Principato.
Cinquanta voli giornalieri (363 giorni l'anno) collegano l'eliporto all'aeroporto di Nizza Costa Azzurra, mentre con voli privati è possibile raggiungere note località in Corsica, in Costa Azzurra o in Italia.
Due sono le compagnie aeree monegasche, con base all'eliporto: Heli Air Monaco e Monacair.